# Харви, Голди
Го́лди Ха́рви (англ. Goldie Harvey), настоящее имя — Сью́зан Олуваби́мп Фила́ни (англ. Susan Oluwabimpe Filani; 23 октября 1983, Лагос, — 14 февраля 2013, там же) — нигерийская певица, рэпер, автор песен и телевизионная персона.

## Биография
Сьюзан Олувабимп Филани (настоящее имя Голди Харви) родилась в Лагосе (Нигерия). Её мать умерла, а отец позже вновь женился. Имела нескольких братьев и сестёр.
Сьюзан начала свою музыкальную карьеру в 2009 году под псевдонимом Голди Харви и за 4 года своей карьеры записала два студийных музыкальных альбома — Gold (2010) и Gold Reloaded (2011).
Голди жаловалась на сильные головные боли по пути в Лос-Анджелес на 55-ю церемонию «Грэмми». По возвращении в Лагос 29-летняя Харви была доставлена в местный госпиталь, где она умерла 14 февраля 2013 года по неизвестным, на данный момент, причинам. Её вдовцом остался Эндрю Харви.